# 高砂海浜公園
兵庫県立高砂海浜公園（ひょうごけんりつたかさごかいひんこうえん）は、兵庫県高砂市高砂町向島にある県立の海浜公園。同じく高砂市立の向島公園（むこうじまこうえん）と隣接している。

## 概要
白砂青松と海に浮かぶ人工島が広がり当公園は水遊びや釣り、散歩など、四季を通じて楽しめる。日本の白砂青松100選に選定され、四季を通して憩いの場として人気がある。
1982年（昭和57年）に建てられた宿泊研修施設の青年の家については、老朽化のため2022年（令和4年）4月に解体された。
また、2023年（令和5年）3月25日青年の家跡地に、芝生広場がオープンした。

## 所在地
- 〒676-0031 兵庫県高砂市高砂町向島町

## 交通アクセス
- 最寄り駅：山陽電鉄高砂駅（下車徒歩30分）

## 向島公園エリア一体活用事業
周辺の約15haの敷地には兵庫県立高砂海浜公園、高砂市立向島公園、向島多目的球場など兵庫県と高砂市の施設が混在しており、利用窓口が分散して不便だったことから、向島公園エリア一体活用事業が進められている。
2021年10月には県と市が向島公園エリア一体活用事業の指定管理者を公募し、2社の共同事業体の「たかさごユニバーサルデザインプロジェクト」（神戸市中央区）が指定管理者に選定された。